# Renault–Nissan Common Module Family
Die Common Module Family (CMF) ist eine 2013 von Renault und Nissan vorgestellte modulare Architektur für die Fahrzeugherstellung. Sie dient der Einsparung, indem sie Module wie den Motorschacht, das Cockpit, Front- und Heck-Unterbau und die Elektronik standardisiert und damit für mehrere Fahrzeugversionen nutzbar macht. Ein Beispiel ist die CMF-EV-Variante für reine Elektrofahrzeuge wie den Nissan Ariya, den Renault Megane E-Tech und den Renault Scénic E-Tech. Hierzu gehören über 300 Patente, unter anderem für das Ladesystem und das Temperaturmanagement der Akkus.

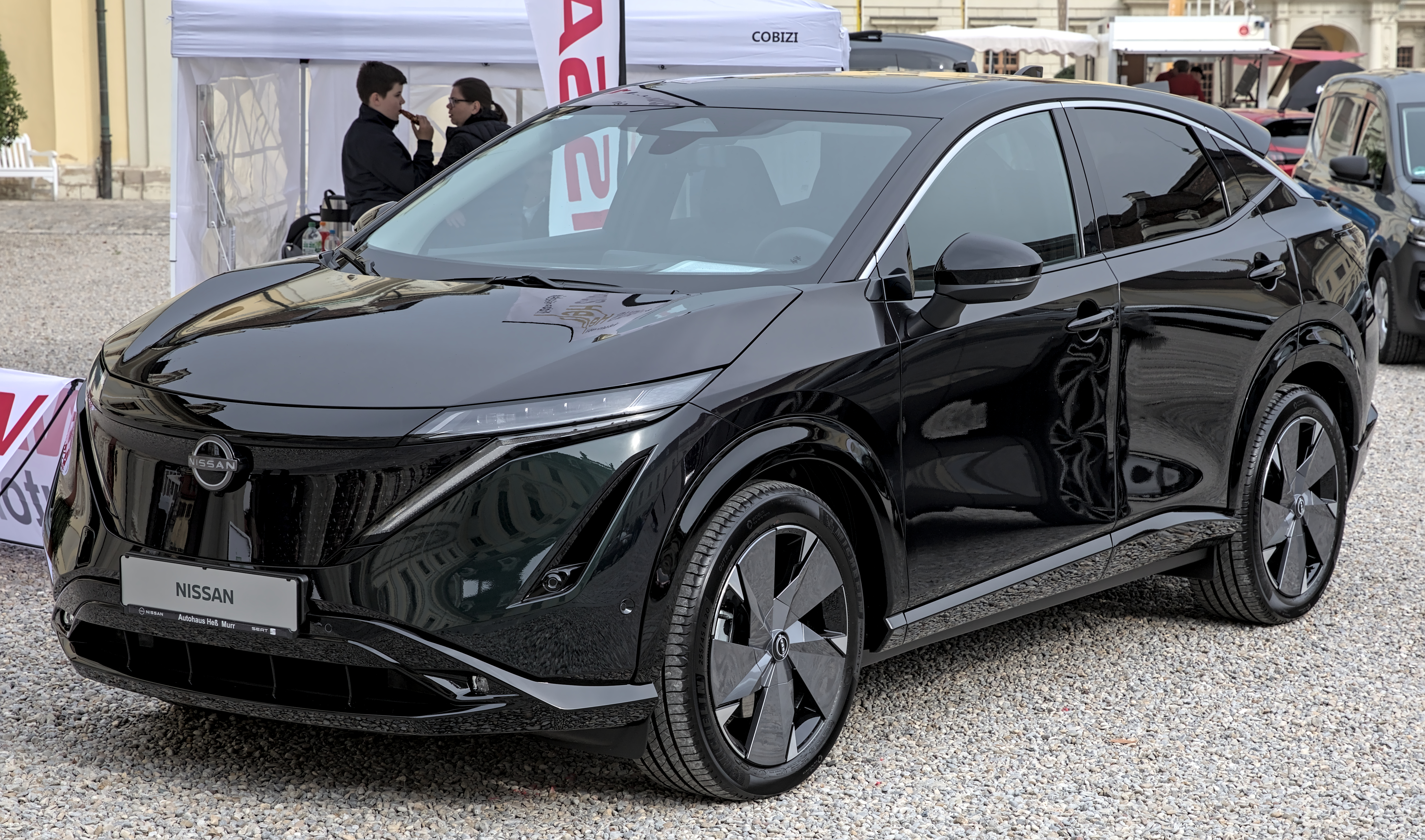
Nissan Ariya, …
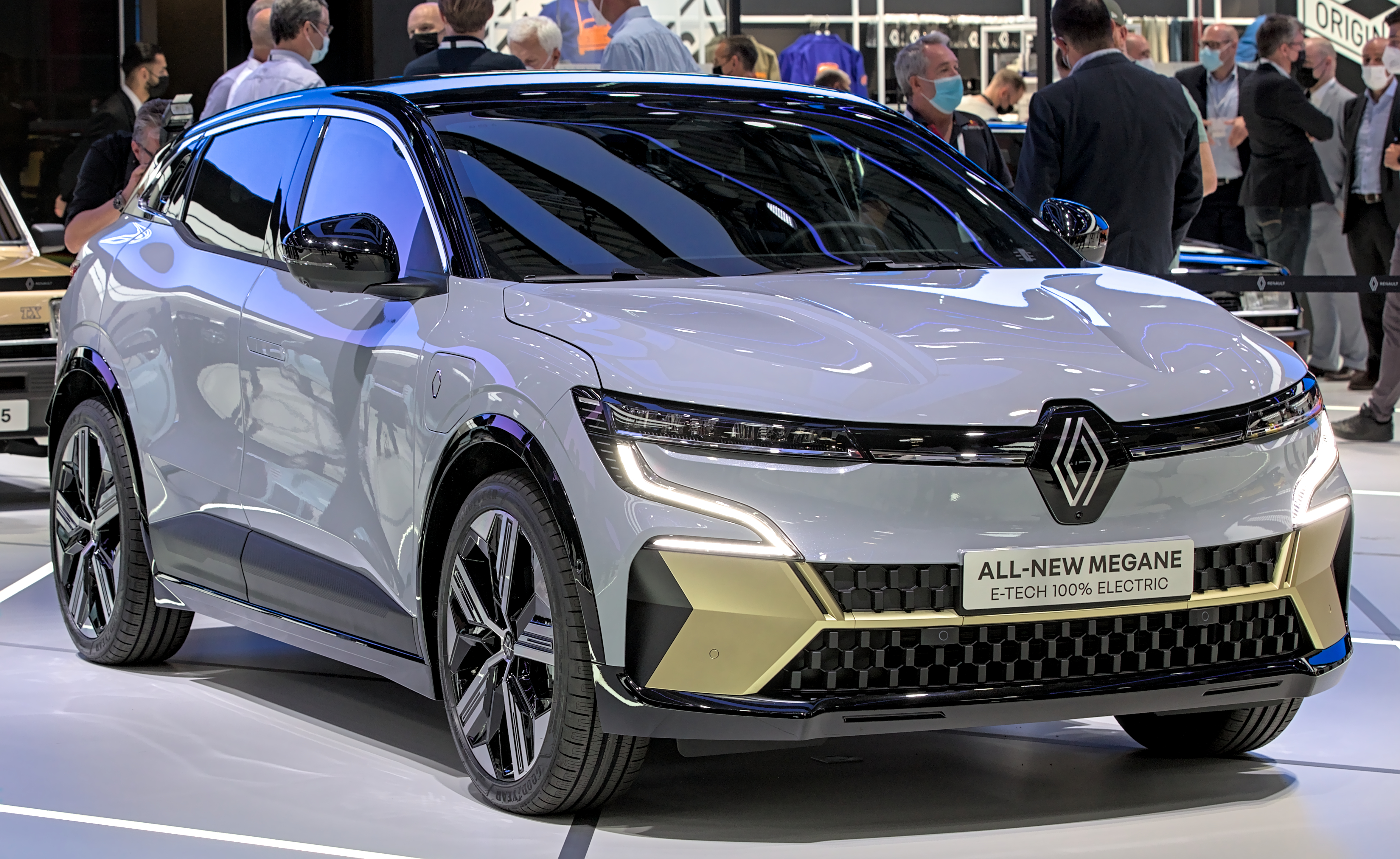
… Renault Megane E-Tech und …
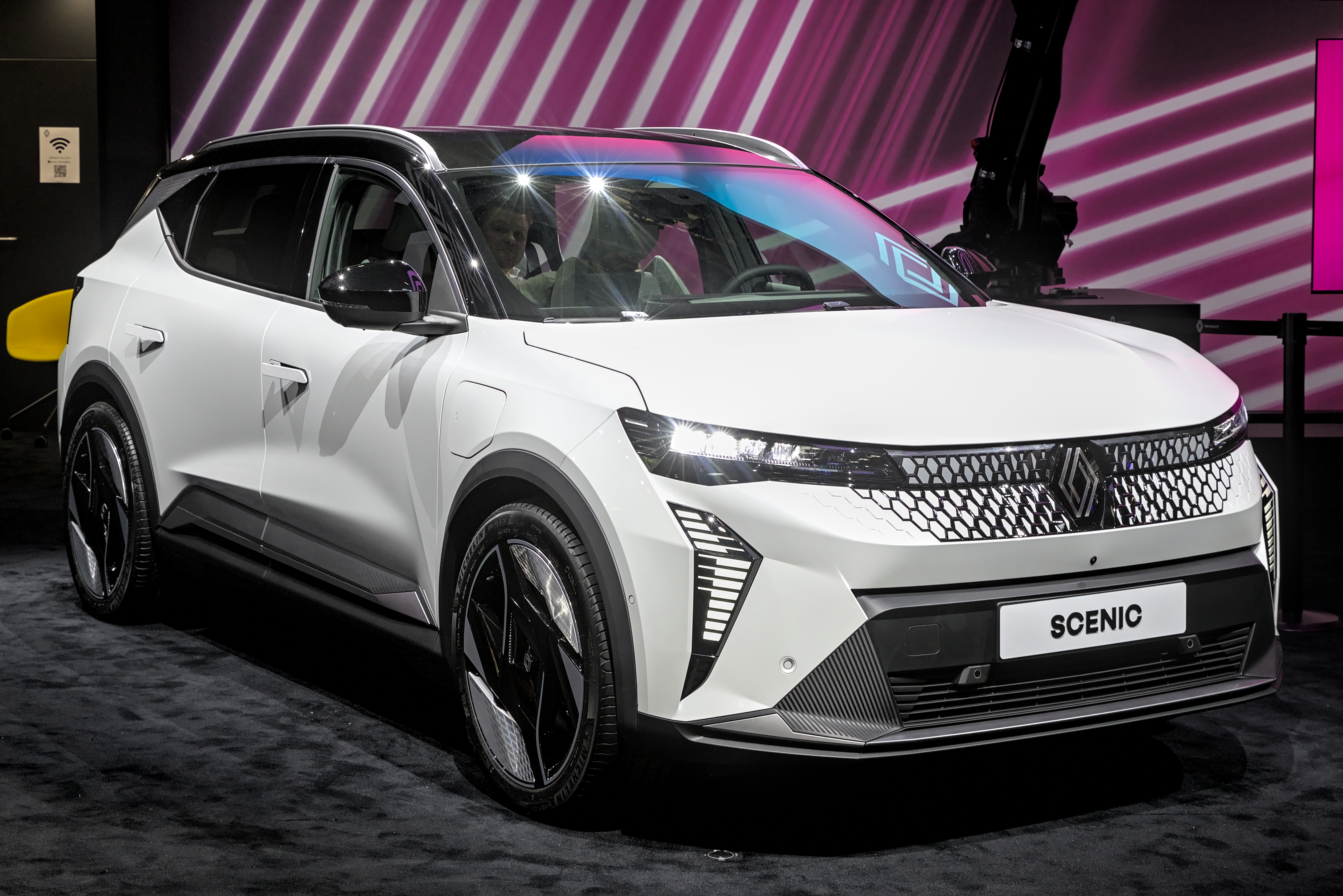
… Renault Scénic E-Tech basieren auf der CMF-EV-Plattform.

CMF-Fahrzeuge haben den Motor und Antrieb vorn bzw. als Allrad auch hinten. Die CMF-A-Variante steht für Kleinwägen wie den Datsun redi-GO, CMF-B für Subkompakt-Fahrzeuge wie den Nissan Juke, CMF-C und D für größere Autos wie den Mercedes-Benz Citan.
Auch andere Hersteller haben ihre Herstellungsmethode auf diese Modularität umgestellt, etwa Volkswagen mit dem Modularen Querbaukasten MQB.